# 644 Cosima
644 Cosima è un asteroide della fascia principale del diametro medio di circa 19,92 km. Scoperto nel 1907, presenta un'orbita caratterizzata da un semiasse maggiore pari a 2,6001283 UA e da un'eccentricità di 0,1543263, inclinata di 1,04061° rispetto all'eclittica.
Il suo nome è in onore di Cosima Wagner, figlia del compositore ungherese Franz Liszt e seconda moglie di Richard Wagner.